# Berge (Tracia)
Berge (in greco antico: Βέργα?) era una città dell'antica Grecia ubicata in Tracia.

## Storia
Strabone la situa nel territorio deila Bisaltia, a 200 stadi de Anfipoli. Di Berge era originario Antifane di Berge, geografo del IV secolo a.C.
La città fece parte della lega delio-attica visto che appare nella lista delle città tributarie di Atene dal 451 al 429 a.C.
Viene localizzata nelle vicinanze di Neo Escopos.